# Franz Schuch der Ältere
Franz Schuch der Ältere (* um 1716 in Wien; † Dezember 1763 in Frankfurt an der Oder) war ein deutscher Schauspieler und Leiter einer reisenden Theatertruppe österreichischer Herkunft.

## Leben und Wirken
Seine Schulzeit, die er an einem Jesuitenkolleg bei Wien absolvierte, brach Schuch nach einigen Jahren ohne Abschluss ab. Er schloss sich Carl Friedrich Reibehand († 1754) und dessen Theater-Gesellschaft an (→Deutsche Wanderbühne). Dort spielte er u. a. zusammen mit Johann Friedrich Lorenz und Carl Friedrich Rademin.
Schuch gefiel nicht nur als Schauspieler und Marionettenkünstler dem Publikum, sondern er konnte auch immer wieder mit eigenen kleinen Stücken (meistens Bearbeitungen) Erfolge erzielen. Nach einigen Jahren verließ er Reibehand und gründete seine eigene Theatergesellschaft. Während dieser Zeit war er mit der österreichischen Schauspielerin Barbara Rademin verheiratet, die er bei seinem Kollegen Filippo Nicolini in Braunschweig kennengelernt hatte.
Diese Ehe bestand nur kurze Zeit und Schuch heiratete bald darauf in Gera eine Tochter des Schuldirektors Schleißner. Mit ihr hatte er drei Söhne Franz, Christian und Wilhelm. Als seine Ehefrau starb, heiratete Schuch 1754 in dritter Ehe die Tochter seines Kollegen Köhler.
1742 wurde Schuch von der Stadt Breslau das Privilegium Privativum erteilt und ab Oktober des darauf folgenden Jahres durfte er auch außerhalb Schlesiens mit seiner Truppe auftreten. In Breslau ließ er ein Theater errichten, heute befindet sich dort das Polnische Theater Breslau.
Weitere Touren führten ihn bis nach Bern (1747) und Straßburg (1749), aber auch in Deutschland trat er zwischen Regensburg (1748), Lübeck (1753) und Berlin (1754) auf.
In Berlin ließ er sich dann auch nieder und spielte die erste Zeit auch regelmäßig im Umland. Da er über keinerlei feste Spielstätte verfügte, erteilte man ihm mit Wirkung vom 17. August 1755 das „General-Privileg für Preußen“. Damit waren seine regelmäßigen Auftritte zwischen Berlin, Danzig, Königsberg und Stettin gesichert. Anlässlich eines Gastspiels in Breslau konnte Schuch auch das Bürgerrecht für sich erwerben.
Erst sein Sohn, Franz Schuch der Jüngere, konnte für die Schuch’sche Truppe eine feste Spielstätte finden. In der Behrenstraße 55 konnte er das Schuch’sche Theater eröffnen.
Franz Schuch starb im Dezember 1763 in Frankfurt/Oder und fand dort auch seine letzte Ruhestätte.

## Rezeption
Johann Christoph Gottsched versuchte zusammen mit Friederike Caroline Neuber das deutsche Theater zu reformieren. Höhepunkt dabei war 1737 ihr öffentliches Verbrennen einer Harlekin-Puppe, mit dem das Image des Spaßmachers besiegt werden sollte. Schuch hielt nach eigenem Bekunden von dieser „Reform“ sehr wenig. Er trat weiterhin als Harlekin bzw. als Wiener Hanswurst (→ Lustige Person) auf und hatte wie sein Kollege Josef Anton Stranitzky großen Erfolg beim Publikum. Des Weiteren gilt Schuch als erster in Deutschland, der in seinen Aufführungen regelmäßig Ballett-Szenen einband.
Als Prinzipal eines eigenen Ensembles überlebte er den Siebenjährigen Krieg und stand auch wirtschaftlich in direkter Konkurrenz zu Konrad Ernst Ackermann und Johann Friedrich Schönemann.
Sein Kostüm beschreibt Karl Friedrich Flögel und auch in der Sammlung von Georg Wolfgang Panzer ist ein Porträt Schuchs enthalten.
In Schuchs Theatergesellschaft spielten über die Jahre u. a. Johann Anton Stenzel (1705–1781), Conrad Ekhof (1720–1778), Adam Gottfried Uhlich (1718–1753), Christian Gottlob Stephanie (um 1733–1798), Johann Gottfried Brückner (1730–1786), Johann Christian Brandes (1735–1799), Karl Theophil Döbbelin (1727–1793), Friederike Sophie Seyler (um 1737–1789) und Susanne Mecour (1738–1784).

## Schriften (Auswahl)
Eigene Werke
- Die listigen und seltsamen Streiche des weltberüchtigten Cartouche.
- Die Geburt des Harlekins aus dem Ei.
- Die wunderbaren Begebenheiten eines spanischen Edelmanns unter dem Namen „Don Gartias“ mit Hanns-Wurst, einem lächerlichen Erfinder seltsamer Lustbarkeiten.
- Scapin der Galante und curieus verliebte Stallmeister zu Fuß.
- Der durch Zauberei beglückte, in vierzehnerley Gestalt verwandelte, sich selbst ermordende und wieder aus dem Grabe hervorkommende Arlequin.

Bearbeitungen
- Christian Fürchtegott Gellert, Gotthold Ephraim Lessing, August Wilhelm Schlegel, Adam Gottfried Uhlich
- Pierre Corneille, Carlo Goldoni, Ludvig Holberg, Molière, William Shakespeare